# Leptopelis uluguruensis
Espèce
Synonymes
- Leptopelis amaniensis Ahl, 1929
- Leptopelis tanganus Ahl, 1929

Statut de conservation UICN

 NT  : Quasi menacé
Leptopelis uluguruensis est une espèce d'amphibiens de la famille des Arthroleptidae.

## Répartition
Cette espèce est endémique de Tanzanie. Elle se rencontre dans les monts Usambara, Udzungwa, Nguru, Uluguru et Nguu, entre 900 et 1 650 m d'altitude.

## Habitat
Leptopelis uluguruensis vit dans les forêts tropicales de montagnes. C'est une grenouille qui supporte des températures nocturnes relativement fraîches pour la région. On la trouve parfois sur les feuilles des plantations de bananiers.

## Description

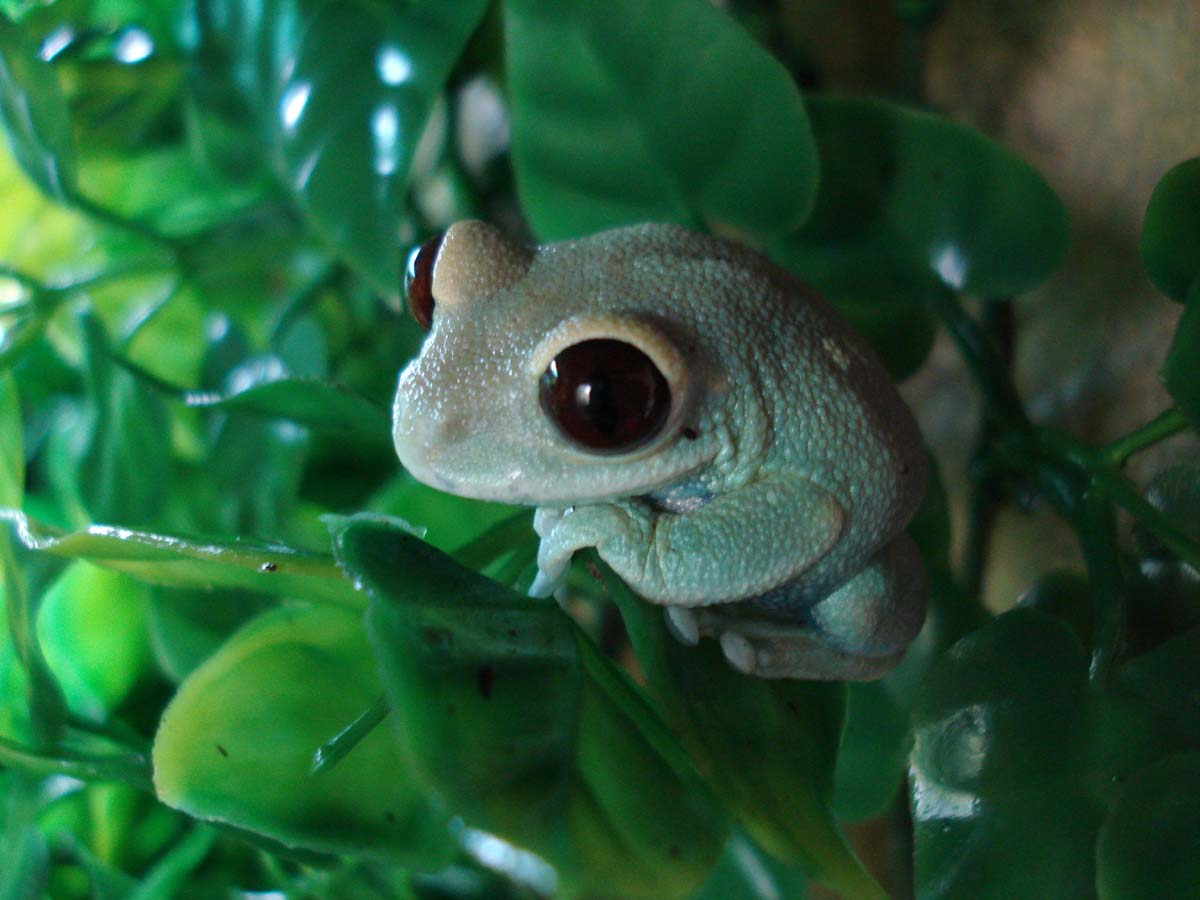
Mâle L. uluguruensis adulte

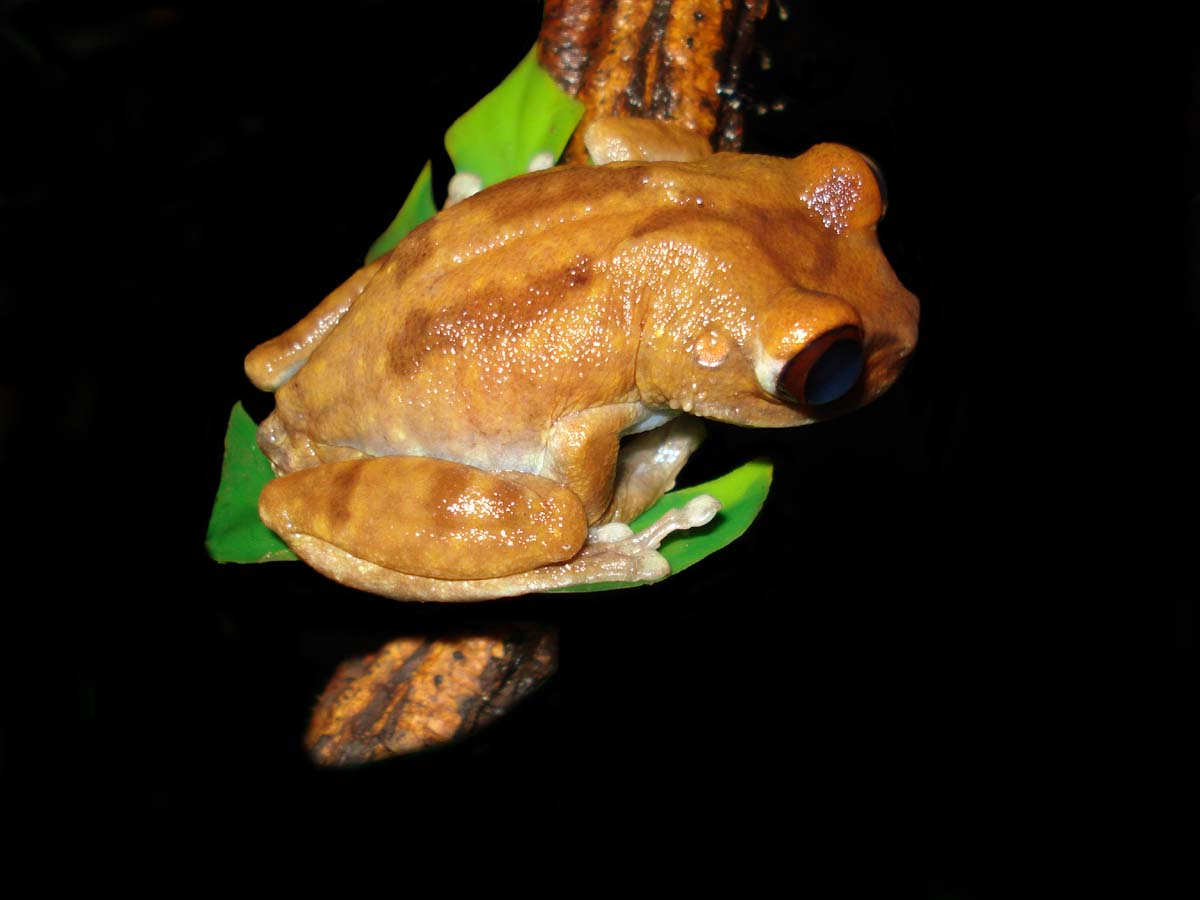
femelle L. uluguruensis adulte

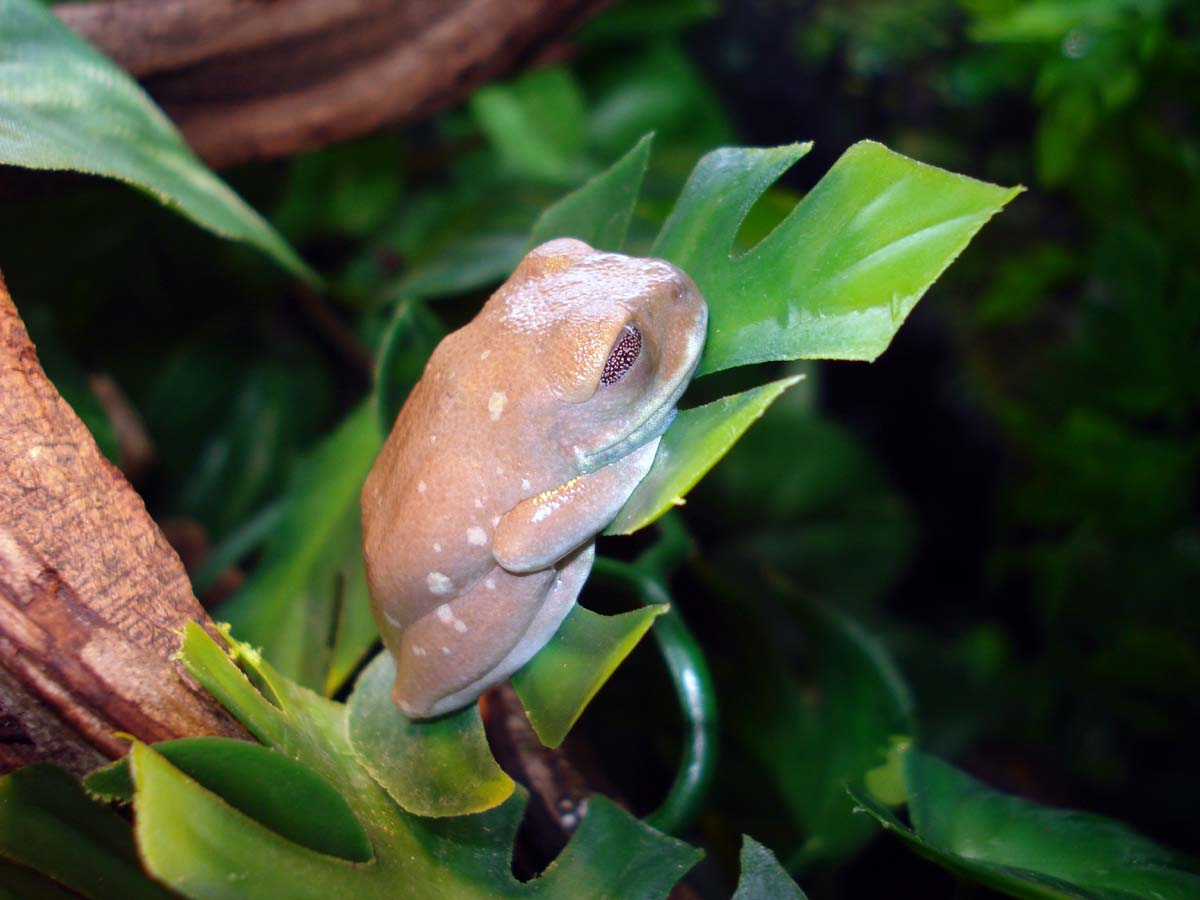
Mâle L. uluguruensis jeune

Leptopelis uluguruensis mesure de 28 à 38 mm pour les mâles, et de 45 à 48 mm pour les femelles.
La coloration est vert bleuté (voire totalement bleu), ou marron avec plus ou moins de taches blanches ou jaunes. Il y a également une forme mouchetée. Ces différences sont liées à l'habitat de l'espèce, les forêts tropicales de montagne saturées en humidité. Les moisissures, champignons et mousses s'y développent en grande quantité, et la couleur de Leptopelis uluguruensis s'est donc adaptée à ce milieu en lui permettant d'imiter à la perfection son environnement. Les taches ressemblent ainsi à des taches de moisissure sur des feuilles.
Les colorations ne renvoient pas à une différence de sexe, à une exception : en période de reproduction, le sac vocal (gorge) des mâles devient bleu. Seule la taille plus imposante des femelles adultes permet le sexage le reste de l'année.
Les yeux sont rouge foncé avec une pupille verticale.
Le tympan est petit et assez peu distinct.

## Mode de vie
C'est une grenouille nocturne. Elle est donc peu spectaculaire dans la journée, période où elle ne bouge pas ou peu.
La Tanzanie connait deux saisons sèches de 2-3 mois chacune (l'une de décembre à janvier, l'autre de juin à septembre), et deux saisons humides (les autres mois de l'année). Les montages humides où vit l'animal semblent cependant atténuer l'importance de ces variations saisonnières d'humidité.
Le jour, la température monte à 24 ou 25 °C, ce qui est relativement frais pour la Tanzanie, et est due à l'altitude où vit l'animal. La nuit, elle descend à 22 ou 23 °C, voire à 20 °C.
Les Leptopelis, comme toutes les grenouilles, sont carnivores (insectivores) et se nourrissent exclusivement de nourriture vivante.
Son chant normal est un claquement bref et discret, se renouvelant toutes les une à deux secondes, lancé essentiellement par les mâles, quand ils se trouvent sur les branches ou les plantes.

## Reproduction
Les femelles adultes sont sensiblement plus grandes et grosses que les mâles. La reproduction est assez mal documentée dans la nature, et semble extrêmement rare en captivité.
En période de reproduction, le sac vocal des mâles devient bleu. Le chant ressemble à un clac assez bref, répété toutes les 1 à 2 secondes, et lancé depuis les branches ou les plantes.
Une fois l'amplexus formé, les œufs sont déposés sur un lieu proche de l'eau (une branche surplombant l'eau, de la mousse, une pierre...). Les têtards éclosent une semaine plus tard, et sont entraînés dans l'eau par la pluie.
La durée de la transformation en grenouillettes n'est pas documenté, mais doit s'effectuer en quelques semaines.
À l'apparition des premières pattes, les grenouillettes doivent sortir de l'eau sous peine de se noyer. Elles ne reviendront presque jamais dans l'eau.

## Protection
Ces animaux n'ont pas de statut de protection CITES (en 2007). L'espèce est cependant classée comme « vulnérable » par l'UICN, et se trouve sur sa liste rouge avec le commentaire suivant (2007) : « son habitat fait probablement moins de 20 000 km2, sa distribution est sévèrement fragmentée, et la qualité et l'ampleur de son habitat de forêt dans l'Eastern Arc Mountains diminue du fait de l'agriculture ».

## Étymologie
Son nom d'espèce, composé de uluguru et du suffixe latin -ensis, « qui vit dans, qui habite », lui a été donné en référence au lieu de sa découverte, les monts Uluguru.

## Publication originale
- Barbour & Loveridge, 1928 : A comparative study of the herpetological faunae of the Uluguru and Usambara Mountains, Tanganyika Territory with descriptions of new species. Memoirs of the Museum of Comparative Zoology, Cambridge, Massachusetts, vol. 50, no 2, p. 87-265 (texte intégral).